# Волково (Аургазинський район)
Во́лково (рос. Волково, башк. Волков) — присілок у складі Аургазинського району Башкортостану, Росія. Входить до складу Тукаєвської сільської ради.
Населення — 11 осіб (2010; 26 в 2002).
Національний склад:
- росіяни — 88%